# Impatiens smitinandii
Impatiens smitinandii är en balsaminväxtart som beskrevs av Daisuke Shimizu. Impatiens smitinandii ingår i släktet balsaminer, och familjen balsaminväxter. Inga underarter finns listade i Catalogue of Life.